# Polycyrtus nudus
Polycyrtus nudus là một loài tò vò trong họ Ichneumonidae.